# 鳥喙六
杜鵑座ζ，又名CP-65 13，HD 1581、SAO 248163、HR 77，是杜鵑座的一颗恒星，视星等为4.23，位于銀經308.35，銀緯-51.9，其B1900.0坐标为赤經0h 14m 51.7s，赤緯-65° -51.9′ 45″。